# Шелдон, Джордж
Джордж Герберт Шелдон (англ. George Herbert Sheldon; 17 мая 1874, Сент-Луис, Миссури — 25 ноября 1907, Сент-Луис, Миссури) — американский прыгун в воду, чемпион летних Олимпийских игр 1904 года.
На Играх 1904 года в Сент-Луисе Шелдон участвовал только в прыжках с вышки. Он занял первое место и выиграл золотую медаль.